# ملعب فيرينتس بوشكاش
ملعب فيرينتس بوشكاش كان ملعبًا متعدد الاستخدام يقع في بودابست عاصمة المجر . غالبا ما يتم استخدامه لمباريات كرة القدم. يسع الملعب لجلوس 56 ألف متفرج. يعتبر الملعب الرسمي الذي يخوض فيه منتخب المجر مبارياته الدولية. تم افتتاح الملعب في سنة 1953. هدم عام 2017، وبُني بوشكاش أرينا مكانه.